# Olof Lagercrantz

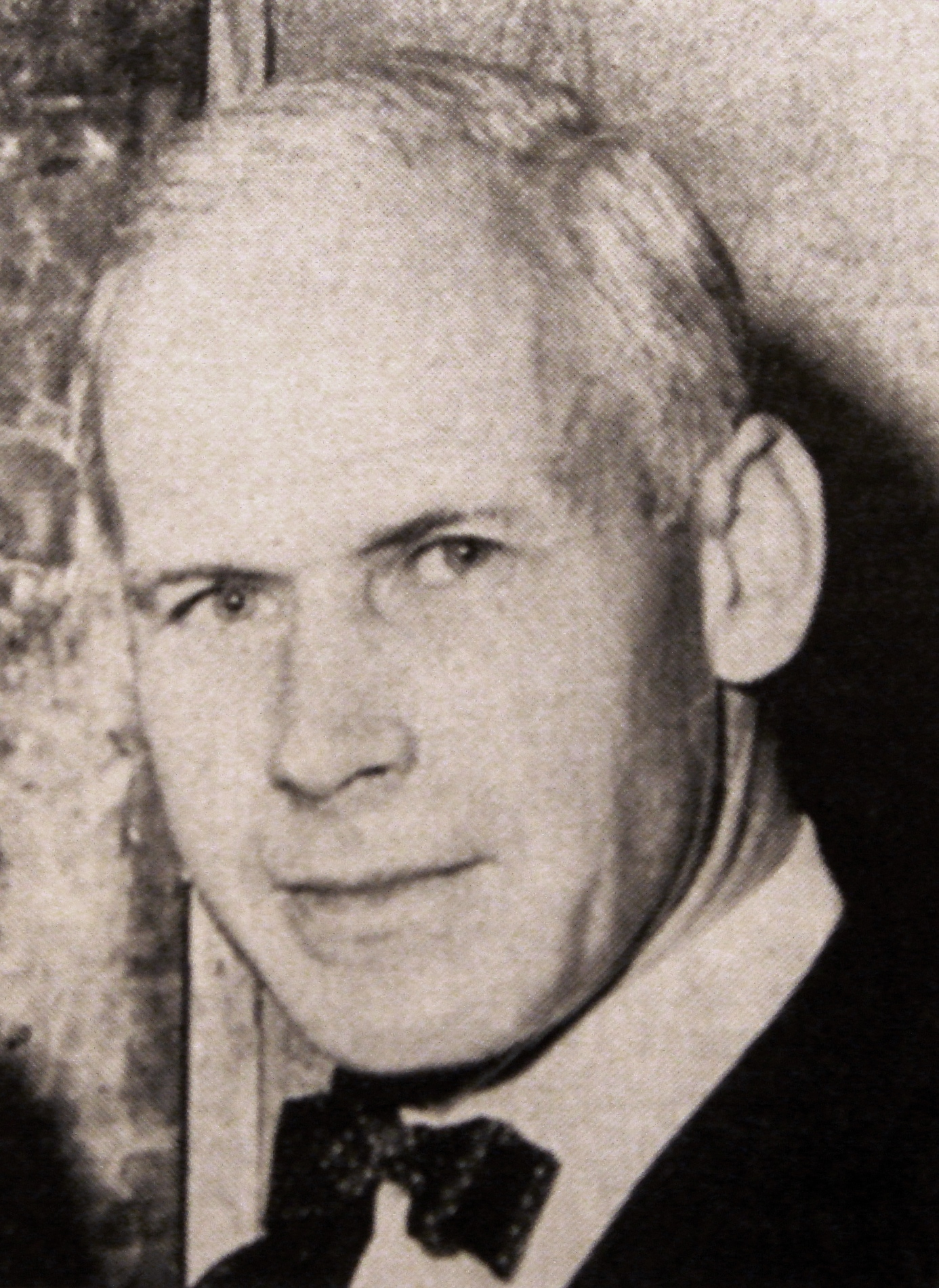
Olof Lagercrantz

Olof Gustaf Hugo Lagercrantz (Estocolmo, 10 de marzo de 1911- Palacio de Drottningholm, 23 de julio de 2002) fue un crítico literario y escritor sueco galardonado en 1965 con el Premio de Literatura del Consejo Nórdico.
Era hijo del director de banca Carl Lagercrantz y la condesa Agnes Hamilton, se casó con Martina Ruin (nacida en 1921) hija del profesor Hans Ruin y Karin Sievers en 1939. Su hermana es la escritora y presentadora Lis Asklund, es tío de Lars Lönnroth y Johan Lönnroth y padre de la actriz Marika Lagercrantz y del autor David Lagercrantz. 
Creció en Falköping y llegó a ser uno de los más influyentes críticos literarios. 

### Ficción y artículos
- Den döda fågeln, poemario (1935)
- Den enda sommaren, poemario (1937)
- Trudi, novela (1939)
- Möten med bibeln, (1941)
- Dikter från mossen,, poemario (1943)
- Om kärlek,  (1946)
- Fågelropet ur dimman, ensayo (1947)
- Dagbok, (1954)
- Dikter och dagbok,  (1955)
- Ensamheter i öst och väst, diarios de viaje (1961)
- Linjer, poemario (1962)
- Dikter 1935-1962, (1964)
- Opinionslägen, (1968)
- Tröst för min älskling, (1971)
- Enhörningen, 1977)
- Min första krets, (1982)
- Om konsten att läsa och skriva, ensayo (1985)
- Ett år på sextiotalet, (1990)
- En blödande ros, poemario (1991)
- Mina egna ord, artículos de prensa (1994)
- Vårt sekel är reserverat åt lögnen, artículos 1934-1993 (2007)

- Datos: Q1392643
- Multimedia: Olof Lagercrantz / Q1392643